# Antineutró
L'antineutró és una partícula elemental d'antimatèria, l'antipartícula del neutró, que es representa amb el símbol {\displaystyle {\bar {\mathrm {n} }}}. Té la mateixa massa que el neutró, tampoc presenta càrrega elèctrica neta, però té un nombre bariònic oposat al del neutró (+1 en el cas del neutró i –1 per l'antineutró). Això és perquè l'antineutró es compon d'antiquarks, mentre que els neutrons són formats per quarks. En concret, el neutró està format per un quark u (càrrega +2/3) i dos quarks d (càrrega –1/3), simbolitzat udd; i l'antineutró està constituït per un antiquark u (càrrega –2/3) i dos antiquarks d (càrrega +1/3), simbolitzat udd. El nombre bariònic és el nombre de quarks menys el nombre d'antiquarks dividit per 3. Així, el neutró, format per tres quarks, té un nombre bariònic +1, i l'antineutró, format per tres antiquarks, té un nombre bariònic de –1.
Atès que l'antineutró és elèctricament neutre, no és senzill d'observar-lo directament; però, per contra, els productes de la seva anihilació amb la matèria ordinària són observables. Un antineutró lliure es desintegra generant un antiprotó, un positró i un antineutrí en un procés anàleg al de la desintegració β dels neutrons.
L'antineutró fou descobert l'any 1956 per un equip format per Bruce Cork (1916–1994), Glen Lambertson (1926-2020), Oreste Piccioni (1915-2002) i William A. Wenzel, amb el Bevatron, un potent accelerador de partícules del Laboratori Nacional Lawrence de Berkeley de Califòrnia. La descoberta es dugué a terme fent passar un feix d'antiprotons a través de matèria, l'antiprotó havia estat descobert al mateix laboratori un any abans, el 1955.

## Propietats
Malgrat les seves característiques comunes, el neutró i l'antineutró són efectivament partícules diferents, ja que aquesta última està composta per antiquarks (dos antiquarks inferiors i un antiquark superior) i té un nombre bariònic igual a -1 (mentre que el neutró en té un igual a +1).
Teòricament té la mateixa massa que el neutró. Les dades experimentals actualment donen un valor de 939,49 ± 0,05 MeV per a l'antineutró i 939,565 520 5 ± 0,000 000 5 MeV pel neutró.
El moment magnètic de l'antineutró és oposat al del neutró. És de +1,91 µN per a l'antineutró mentre que és –1,91 µN per al neutró (relatiu a la direcció de l'espín). Aquí el µN és el magnetó nuclear.
Encara que l'antineutró té la mateixa càrrega elèctrica i espín que el neutró, és una partícula diferent perquè està composta d'antiquarks. L'antineutró lliure es desintegra en un antiprotó p–, un positró e+ i un neutrí electrònic {\displaystyle \nu _{e}}, amb la mateixa vida mitjana que un neutró, 878,4 ± 0,5 s. Mentre que el neutró lliure es desintegra en un protó p+, un electró e– i un antineutrí electrònic.
{\displaystyle {\bar {n}}\longrightarrow {\bar {p^{-}}}+e^{+}+\nu _{e}}{\displaystyle n\longrightarrow p^{+}+e^{-}+{\bar {\nu _{e}}}}
La vida mitjana i la relació giromagnètica de l'antineutró lliure encara no s'han determinat experimentalment, la seva demostració experimental no és fàcil. Segons el teorema CPT, teòricament les vides de n i n han de coincidir i la relació giromagnètica de l'antineutró ha de tenir el valor negatiu de la relació giromagnètica del neutró.

## Creació i anihilació
- Durant la col·lisió (d'alta energia) entre dos protons, es pot crear un antineutró, acompanyat d'un altre protó i un π− (pió).[16] Aquestes 3 noves partícules procedeixen de la «materialització» de part de l'energia cinètica dels 2 protons inicials.

{\displaystyle p^{+}+p^{+}\rightarrow 3p^{+}+\pi ^{-}+{\overline {n}}}
- L'antineutró es pot anihilar amb un protó per donar dos pions π+ i un pió π–.[16]

{\displaystyle {\overline {n}}+p^{+}\rightarrow 2\pi ^{+}+\pi ^{-}}

## Possible oscil·lació neutró-antineutró
Les oscil·lacions de partícules representen fenòmens familiars tant en la mecànica clàssica com en la quàntica, i han aportat un vast cabal d'informació sobre la naturalesa de la matèria i les forces que hi actuen. L'exemple més elemental, l'oscil·lació d'un pèndol, és induïda per la força gravitatòria i, per consegüent, forneix informació sobre la intensitat d'aquesta. En l'àmbit de la mecànica quàntica, dos estats energèticament pròxims poden transmutar-se l'un en l'altre si el hamiltonià del sistema incorpora una força que els vinculi i si se satisfan determinades condicions de coherència. Invertint el plantejament, hom pot inferir que si s'observa experimentalment una oscil·lació entre estats, prohibida pel model estàndard de física de partícules, això comportarà l'existència de classes d'interaccions fins aleshores ignotes. En el domini de la física de partícules, es coneixen nombrosos casos d'aquesta índole en què l'estudi de les oscil·lacions corpusculars ha permès una important clarificació sobre la naturalesa fonamental de la física subjacent. Les oscil·lacions de kaons i de neutrins en són tan sols dos exemples preclars. Les primeres, en combinació amb les recentment observades oscil·lacions Bs0 – Bs0, varen corroborar la naturalesa de la violació CP en el model estàndard. Les darreres han revelat, per primera vegada, l'existència d'una física nova, així com de noves simetries que transcendeixen el model estàndard.
Alguns físics pensen que poden existir altres possibilitats d'aquesta mena, que requereixin una exploració experimental per a sondar la física més enllà del model estàndard. L'oscil·lació neutró-antineutró (n − n) constitueix un exemple únic en aquest sentit, i resulta summament pertinent arran d'una de les descobertes fonamentals, el fet que els neutrins posseeixen massa, la qual cosa pot aportar indicis importants per a la comprensió de noves simetries i forces subjacents a la generació de la massa neutrínica. L'oscil·lació n − n és una modalitat d'oscil·lació singular en comparació amb les oscil·lacions kaòniques, en tant que infringeix una de les lleis de conservació de la física, antany considerades inviolables: la conservació del nombre bariònic, que garanteix l'estabilitat de tota la matèria (anàlogament a com l'oscil·lació kaònica trenca el nombre quàntic d'estranyesa). Així mateix, converteix efectivament el neutró en un fermió de Majorana (tot i que amb un component de Majorana ínfim), un aspecte que revesteix una importància històrica gens menyspreable, atès que en el treball seminal de Majorana, aquest va contemplar la possibilitat que el neutró fos la partícula que és, alhora, la seva pròpia antipartícula.

## Antideuteró
Un antideuteró és l'antipartícula del deuteró, format per un antiprotó i un antineutró. L'antideuteró es produí per primera vegada l'any 1965 al sincrotró de protons del CERN i a l'Alternating Gradient Synchrotron del Brookhaven National Laboratory. Un àtom complet, amb un positró que orbita al voltant del nucli, s'anomenaria antideuteri, però el 2025 encara no s'ha aconseguit produir un antideuteri. El símbol proposat per a l'antideuteri és D.